# Periodismo radiofónico

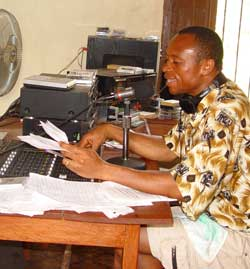
Emisión de noticias, en la radio.

El periodismo radiofónico es una forma de comunicación social que permite dar a conocer y analizar los hechos de interés público a través de las ondas.
El periodismo de radio exige que la información sea difundida de manera clara y concisa. Para ello, es necesario que el texto usado como guion esté bien organizado y que facilite una lectura sin tropiezos y fácil de expresar en voz alta. La lectura en radio hace necesaria una redacción cuidada y adecuada a este medio, que debe hacerse de manera sencilla, mediante el uso de palabras y oraciones comprensibles desde el punto de vista conceptual y fónico. Conviene recurrir a la reiteración de ideas, es decir, dar a conocer un contenido y repetirlo con el objetivo de que la memoria del receptor lo retenga ya que el mensaje radiofónico es efímero.
El periodismo radiofónico se resume en la premisa: contar todas las cosas que pasan, en el momento mismo de los hechos, con toda la carga informativa o emotiva y en el menor tiempo posible.

## Mensaje radiofónico
Son los códigos lingüísticos y sonoro localizados en el lenguaje radiofónico (palabras, voz, música, efectos de ruido y silencio) que recibe el oyente por medio del radio.
El medio radiofónico tiene una serie de ventajas sobre la televisión y la prensa escrita:
- inmediatez en el seguimiento de las noticias;
- facilidad de transmitir ideas, y facilitar el intercambio de opiniones;
- estimula la imaginación, al no dar imágenes.

Sus limitaciones son:
- es unisensorial: su único soporte es el sonido;
- exige más claridad y concisión, al no tener imágenes, y necesitar la atención del oyente.

La radio es una tecnología que posibilita la transmisión de señales mediante la modulación de ondas electromagnéticas. Estas ondas no requieren un medio físico de transporte, por lo que pueden propagarse tanto a través del aire como del espacio vacío. "La radio es el teatro de la mente", según David Ogilvy.
Los recursos sonoros que componen el lenguaje radiofónico son:
- la palabra hablada;
- la música;
- los ruidos;
- el silencio.

## Periodista radiofónico
El periodista radiofónico debe reunir las exigencias de criterio e intuición. Debe saber buscar, seleccionar, valorar y elaborar información. Además, debe tener unas condiciones básicas para traducir a voz y sonidos los hechos informativos. Tiene que dotarse de elementos de creatividad para integrar en un solo acto comunicativo todos los elementos expresivos de la técnica radiofónica.
El locutor de radio se caracteriza por una magnífica agilidad mental, ya que en este medio prima el elemento de inmediatez, sin olvidarse de la capacidad de autocontrol en determinadas ocasiones. La polivalencia convierte al periodista de radio en un comunicador de la información que ejecuta múltiples tareas como redactar, producir, editar, presentar, colaborar con producciones de distintos formatos como informativos, tertulias, debates, entrevistas, directo, indirecto.

## Géneros periodísticos en la radio
La radio es el medio en el que algunos géneros del periodismo clásico alcanzan su máxima expresión. Algunos ejemplos son la entrevista, el debate y la tertulia. La adaptación de los géneros periodísticos a la radio se caracteriza por la riqueza expresiva y el carácter personal que se incorpora al mensaje transmitido. Las claves para una buena comunicación son contenidos concisos, claros y directos. De esta manera, se producirá un mayor efecto de atracción sobre la audiencia.
Los géneros radiofónicos podrían clasificarse de la siguiente manera:
- el reportaje
- la crónica
- la crítica
- el comentario
- el editorial
- la entrevista
- la tertulia
- el debate
- magacín radiofónico
- género dramático
- locución deportiva

Los géneros de opinión en la radio, según M. García (2010; p. 176) son: el editorial, el comentario y la crítica. Estos géneros se distinguen por solicitar opinión, tratar de generar comentarios en los radioescuchas a través de argumentos con los que el auditorio puede identificarse. No existen características claras para este tipo de géneros, pues se encuentran en constante evolución lo que impide su clasificación. 
Ángel Faus señala dos modalidades informativas:
El radio en noticiero se resume en la premisa: contar todas las cosas que pasan, en el momento mismo de los hechos, con toda la carga informativa o emotiva y en el menor tiempo posible.(García 1886)
- La pura (flash, boletín horario, boletín resumen)
- La mixta de información, como el diario hablado y el magazín, en los que pueden coexistir varios géneros periodísticos, tanto informativos como interpretativos.

Arturo Merayo Pérez distingue:
- géneros de monólogo
  - Si se trata de difundir hechos:
    - la noticia
    - el informe

  - Para facilitar hechos y opiniones indistintamente:
    - continuidad
    - crónica

  - Para servir opiniones:
    - el editorial
    - el comentario
- géneros de diálogo:
  - Mezclan opinión e información. 
    - noticia dialogada: «crónica de alcance»
    - ciertos reportajes

  - la opinión 
    - la entrevista
    - el coloquio
    - la participación

Sólo el reportaje, la entrevista y el informe pueden, en principio, usar un guion estructurado. El resto, generalmente, no son más que variantes de la estructura de la noticia en sí. Sin embargo, a veces, el editorial (no otra cosa es, en ocasiones, una entradilla) y el comentario (el microespacio toma a menudo esa forma) también se guionizan, sobre todo, en programas magazín de corte informativo. 

### El informe
El informe es un género informativo utilizado para aportar datos que desarrollan y explican el argumento central de una noticia o un hecho analizado en un programa radiofónico, para su mejor comprensión por parte del oyente. 
Es un género de explicación, una narración lineal que amplía la noticia. En él no se vierten opiniones del autor, aunque sí pueden aparecer testimonios sonoros de personas que, de una u otra manera, son protagonistas de la noticia. Requiere un guion sencillo con un tratamiento estético que puede ser similar al de una noticia con comentario in voce; o ilustrada con sonido ambiente o ráfagas musicales.

### El reportaje
El reportaje es el género más rico de los utilizados en la información radiofónica. En el guion del reportaje radiofónico, se suelen combinar la narración y los recursos sonoros para ambientar la información: testimonios, sonido ambiente de los hechos, música, etc.

### La entrevista
La entrevista es uno de los géneros periodísticos que mejor se adapta al medio radiofónico y uno de los más eficaces para dar a conocer la información.
Es un género muy utilizado en la radio, ya que, a través del montaje, ofrece múltiples posibilidades expresivas. Desde el punto de vista del guion diferenciaremos tres formatos de entrevista: 
- Entrevista en directo: no existe un guion como tal, aunque sí es frecuente que el entrevistador disponga, como instrumento de realización, de una escaleta con una batería de preguntas posibles. En este caso, el control del ritmo interno y de las frecuencias expresivas, así como el control del tiempo, deben ser tenidos en cuenta por el periodista.
- Entrevista en diferido: nos permite pulir pequeños errores, entresacar las declaraciones que más interesan, modificar el orden de la entrevista, etc. durante el montaje. Es frecuente la utilización de un guion de montaje, que servirá de pauta tanto al entrevistador como al montador de sonido.
- Entrevista de carácter: entrevista en la que importa reflejar la personalidad del entrevistado. El guionista o entrevistador debe tener en cuenta deberá crear un clima comunicativo a la expresividad y la espontaneidad, sobre todo para controlar su duración final.

Es indispensable para el guionista una buena preparación y documentación sobre el personaje antes de iniciar la entrevista.

### Los programas especiales
Los programas especiales son los que se hacen con una finalidad concreta (monográficos fuera de la programación habitual, programas conmemorativos, programas destinados a concursar en premios, etcétera). No entran realmente en ninguno de los apartados revisados hasta ahora, pero pueden tener características comunes. Algunos ejemplos son dramáticos, informativos, magazines, menos frecuentemente musicales, etcétera.
Suelen estar mucho más cuidados en su presentación y contenidos. Al ser programas aislados, abarcan muchos más aspectos, agotando en cierto modo el tema de que tratan. Esto permite usar caretas y cuñas muy elaboradas, cuya repetición acabaría siendo insoportable. Sobre todo en los destinados a premios internacionales o nacionales, el director usa como recurso expresivo las nuevas tecnologías de la información. Es habitual el uso de equipos de sonido nuevos en el campo de la realización radiofónica, como el sampler (muestreador) o el delay (retardador).
Suelen encargarse a profesionales de probada solvencia y constituyen el armamento pesado de una emisora. Se basan esencialmente en el guion, incluso cuando se nutren de entrevistas, testimonios y sonido directo, que el guion ordena y estructura en un todo coherente y atractivo.

### Género dramático
El género dramático seduce al público porque trae conflicto, pero al mismo tiempo representa la realidad de nuestro público que se ve identificado con la problemática planteada, con los personajes, protagonista o antagonista.
De manera radiofónica, el género de drama se puede representar de diversas maneras, desde cuentos, canciones, poemas, socio dramas, hasta radionovelas.
Los esquemas argumentales son generalmente los siguientes:
- Hay una culpa y varios sospechosos.
- Hay un deseo y varios aspirantes.
- Hay un peligro y pocas escapatorias.
- Hay un misterio y ninguna clave.

Es necesario usar música, efectos de sonido y aspectos técnicos para que al momento de dar a conocer la radionovela o radioteatro, tenga ese éxito que se busca. Para esto se necesita usar la música y que haga contraste con las acciones y situaciones, así como efectos que hagan alusión a las acciones y que no necesariamente nuestro narrador o personaje nos las nombren antes.

### Locución deportiva
La locución deportiva es la forma de hablar profesionalmente de temas completamente vinculados a los sucesos en el deporte. Se cumplen algunos puntos técnicos y relevantes en cuanto a la voz, como: articulación, dicción, fluidez, entonación, tono, timbre, vocalización, proyección de voz y silencios.
Con el paso del tiempo la locución deportiva ha ido sumando una serie de características que transforman a las retransmisiones deportivas en el ámbito de deportes populares (como hipismo, boxeo, fútbol, béisbol, baloncesto, entre otros) en un género radiofónico propio, con singularidades distintas a las del resto de los géneros. Los narradores deportivos han ido estimulando una serie de propiedades en su nivel de dicción dentro de las retransmisiones que se han orientado a que la locución establecida posea unas propiedades especiales, que resultan muy atractivas para el oyente.

## La tecnología
La creación de un programa de radio es una actividad compleja en la que interviene una serie de recursos técnicos. Lo primero que debe tener presente el guionista de radio es la disposición y posibilidades de los recursos técnicos en el estudio de realización. El estudio convencional de radio está dividido en dos zonas independientes, situadas una frente a otra, ambas insonorizadas entre sí y del exterior y separadas por un cristal. Una de ellas, el locutorio, es el lugar donde se emplazan los micrófonos; y desde donde intervienen tanto el presentador como los locutores, actores, invitados o cualquier otro participante ante el micro. En la otra, el control –a cargo de uno o más especialistas de sonido; realizador, en ocasiones; montadores musicales, técnicos de efectos especiales–, se encuentra el resto de los elementos técnicos indispensables para la grabación o emisión del programa. En el control se sitúa también, por regla general, el equipo de producción, cuando de él se precisa. Se denomina autocontrol cuando locutorio y control se encuentran en la misma sala. 
Además de los magnetófonos de cinta abierta, platos giradiscos, reproductores de discos compactos, reproductores de cassettes –ya conocidos–, existen otros elementos como las cartucheras: el cartucho, como la bobina, es un soporte sonoro de cinta magnética. Un sistema de grabación por impulsos marca en ésta el lugar preciso donde comienza y acaba cada corte grabado. Tras su utilización, el cartucho avanza automáticamente hasta el impulso siguiente. La cartuchera permite emitir con gran rapidez una serie de grabaciones muy cortas o utilizadas frecuentemente en la programación –indicativos, ráfagas o efectos de sonido–, sin tener que buscar y posicionar cada uno de los cortes. En ciertas emisoras los cartuchos se utilizan, por su comodidad, como soporte para reproducir las cuñas publicitarias y hasta discos completos, en la programación de radio–fórmula. El DAT es un grabador reproductor digital que se ha incorporado en los últimos años al mercado. La tecnología digital que utiliza permite efectuar un número infinito de copias sin degradación alguna de sonido; algo que no consiguen los tradicionales magnetófonos analógicos, que generan un ruido de fondo o soplo en cada copia. Aportan también facilidades de localización y arranque; y se emplean sobre todo para las grabaciones que precisen una alta calidad. Su uso en los estudios de directo no es todavía frecuente. 
Cada una de las fuentes sonoras a que hemos aludido, así como los micrófonos de estudio, las líneas telefónicas, etc., están conectadas entre sí mediante la mesa de mezclas, que recoge, diferenciadas, las señales que las fuentes generan. A través de la mesa, todos los sonidos pueden combinarse y mezclarse. 
Además de estos elementos, se podrá contar también con unidades móviles, radioteléfonos y otros sistemas de captación de sonido y testimonios que pueden enriquecer la programación. Hay una tendencia generalizada a la implantación de equipos digitales asistidos por ordenador en los estudios de radio, así como de sistemas informáticos de almacenamiento y emisión del sonido.

## Los equipos
Existen cuatro equipos: 
- Equipo técnico, que está formado por: 
  - El Control de sonido. Son los profesionales que se ocupan de que cada elemento se integre en el programa armónicamente y en el orden, con la duración, calidades y planos de presencia requeridos. A su cargo está la parte técnica: la mesa, los platos, compactos, magnetófonos, etc. De ellos depende, en última instancia, el fracaso o el éxito.
  - Realizador. Se ocupa de la totalidad del programa. De que el ritmo, el sonido, los ambientes sean los adecuados. De que todo funcione; y en su momento justo. De gobernar la nave durante la grabación o el directo. Mientras se está produciendo una u otro, es la autoridad máxima, que tan sólo después habrá de rendir cuentas, si se le reclamara para ello.
  - Montadores musicales. Ambientan musicalmente el programa. Pueden ser ellos mismos quienes disparen los platos, los compactos, etc.
  - Encargados de efectos especiales. Se ocupan de los ambientes no musicales, ya sea en el control ya en el locutorio. En el Control, por medio de grabaciones; en el Locutorio, los crean ellos mismos, usando sus voces y los instrumentos dispuestos a ese fin.
- Equipo de locución, que está formado por: 
  - Presentadores. Se responsabilizan de la presentación y conducción del programa, sobre textos escritos o improvisando cuando el momento o el programa lo exige.
  - Locutores. Leen los textos de locución.
  - Actrices y actores. Interpretan los papeles dramáticos.
  - Y cuantos miembros del equipo intervengan ante el micrófono.
- Equipo de producción, formado por: 
  - Productores. Buscan y sugieren temas para el programa. Establecen contacto con los invitados. Coordinan los diversos elementos. A veces es el único miembro del equipo.
  - Secretarios. Se ocupan de la burocracia, correspondencia, papeleo…
  - Telefonistas. Hacen y reciben, sobre todo en directo, las llamadas telefónicas.
  - Recepcionistas. Se ocupan de recoger, acompañar, despedir a los invitados.
- Equipo de redacción, cuya actividad finaliza en el momento de iniciarse la emisión o grabación del programa, que está formado por: 
  - Guionistas, que escriben el guion o sus secciones.
  - Programadores musicales, que seleccionan, sobre el papel, las músicas.
  - Reporteros, que se encargan de la investigación informativa, encuestas, entrevistas, reportajes, etc.
  - Redactores de mesa. Se ocupan de redactar la parte informativa.
  - Colaboradores. Tienen a su cargo secciones fijas o eventuales, que pueden –o no– presentar ante el micrófono.
  - Documentalistas. Su misión es sugerir, localizar, aportar la documentación necesaria o conveniente. Suelen ser los que preparan los cuestionarios para las entrevistas.

El Director del programa suele pertenecer a cualquiera de estos cuatro equipos –es frecuente que aparezca en el primero (como Realizador) o en el segundo (como Presentador)–, simultanear varias de estas funciones (y hasta todas) o figurar aparte. 
Las claves del trabajo en equipo son: 
- Concepción común.
- División y asignación de tareas.
- Refundición del trabajo de todos en el producto final.

Ahora empieza el trabajo del guionista. Contando con todos los elementos (conocimiento de los medios técnicos y humanos…) y respetando determinadas exigencias, habrá que: 
- Planificar el programa (pauta y control del tiempo).
- Redactar el guion (guionista).
- Ambientarlo.
- Documentarlo.
- Preparar la grabación o el directo.

## Enlaces relacionados
- clock
- guion radiofónico
- lenguaje radiofónico
- radio (medio de comunicación)
- Radio por Internet